# Heidzsi-lázadás

Nijo császár menekül a császári palotából a Rokuhara kastélyba

A Heidzsi-lázadás (japánul: 平治の乱, Heidzsi no ran, Hepburn-átírással: Heiji no ran) a Fudzsivarák udvaroncdinasztiájának második fegyveres konfliktusa 1160 januárjában, amelyben egymással versengő Fudzsivara-sarjak a Tairák, illetve a Minamotók katonai klánját hívták segítségül. Az összecsapásokban elesett Minamoto no Jositomo (Minamoto no Joritomo és Minamoto no Josicune apja), és tovább erősödött Taira no Kijomori befolyása. Az esemény a Heidzsi-éráról (1159–1160) kapta nevét.